# Парламентские выборы в Иране (2016)
Очередные парламентские выборы в Иране прошли 26 февраля 2016 года. Также помимо нижней палаты парламента (Исламский консультативный совет — Меджлис) избиралась верхняя палата — Совет экспертов. Совет экспертов состоит из 86 знатоков шариата, богословов, избираемых сроком на 8 лет путём прямого голосования граждан. Совет экспертов избирает из своего состава главу государства — пожизненного Руководителя и духовного лидера ИРИ..
Меджлис состоит из 290 депутатов.

## Фон выборов
В выборах участвовали более 6 тысяч кандидатов. Возрастной ценз на выборах — 18 лет; право принять в них участие имеют около 55 млн иранцев. Из процесса выборов были исключены иранские либералы Мохаммад Хатами и Мир-Хоссейн Мусави, а также внук аятоллы Хомейни Хасан.
Выборы прошли на фоне отмены и снятия санкций с Ирана, что можно считать крупным успехом действующего президента Ирана Хасана Рухани и начала экспорта иранской нефти в Европу.

## Кампания
Консервативный лагерь, также известный как принципалисты, состоящие из различных групп, занимал большинство мест в парламенте. Лидеры консерваторов смогли сформировать «Великую коалицию принципалистов», которую возглавил бывший спикер Меджлиса Голям-Али Хаддад Адель. Коалиция включала традиционные консервативные организации, прежде всего Ассоциацию воинствующего духовенства, правых популистов экс-президента Ахмадинежада,, традиционалистов и сторонников «жёсткой линии», в основном выступавших против политики правительства, такие как Фронт устойчивости Исламской революции. Последних не устраивало «неспособность правительства выполнить обещания об экономической выгоде от ядерной сделки, Совместного всеобъемлющего плана действий и отмены санкций». Во внешней политики, они были против того, чтобы «позволить американскому влиянию проникнуть в иранское общество и экономику».
Действующий глава Меджлиса Али Лариджани отказался присоединиться к блоку, решив выдвигаться независимо.
Желая закрепить успех, достигнутый на президентских выборах 2013 года, союзники президента Хасана Рухани из числа реформистов, центристов и умеренных консерваторов создали «Всепроникающую коалицию реформистов: второй шаг», название которой предлагало избирателям продолжить движение после первого шага, совершённого в 2013 году. Коалицию возглавил Мохаммад-Реза Ареф, вице-президент при президенте Хатами в 2001—2005 годах. К реформистам и центристам присоединились умеренные консерваторы из проправительственной фракцию Али Лариджани, решившие таким образом не допустить попадания в парламент сторонников «жёсткой линии». Сам Лариджани также был поддержан списком. Мохаммад Хатами, переименовавший коалицию в «Список надежды», и Акбар Хашеми Рафсанджани одобрили список вместе с Хасаном Рухани, призывая граждан «строить будущее страны с надеждой». Умеренные столкнулись с серьёзными проблемами в процессе проверки их кандидатур в Совете стражей, и многие из их ведущих фигур были дисквалифицированы.
Влиятельный политик из лагеря умеренных консерваторов Али Мотахари, который был в «Списке надежды», решил создать свой список под названием «Голос нации», который в основном состоял из умеренных консерваторов.
Среди оппозиционных партий Национальный фронт, Партия иранской нации и Паниранистская партия бойкотировали выборы. Иранское движение за свободу призвало избирателей поддержать реформистов.
Али Хаменеи, Верховный руководитель Ирана, проголосовал в начале дня. Он не прокомментировал результаты выборов, но попросил людей о высокой явке на предстоящих выборах.

## Результаты выборов
| Название партийной коалиции | Мест в меджлисе получено | Процент голосов |
| --------------------------- | ------------------------ | --------------- |
| Коалиция реформаторов       | 83                       | 28,62 %         |
| Коалиция консерваторов      | 64                       | 22,06 %         |
| Коалиция «Голос народа»     | 10                       | 3,44 %          |
| Независимые                 | 55                       | 18,6 %          |
| Религиозные меньшинства     | 5                        | 1,72 %          |